# Centrale géothermique de Cachan
La centrale géothermique de Cachan est une centrale géothermique mise en service au début des années 1980 servant, en 2018, à couvrir les besoins en chauffage urbain local et en eau chaude de 7 200 équivalent-logements de la commune de Cachan dans le département du Val-de-Marne.

## Histoire
La ville de Cachan s'est orientée vers la géothermie au début des années 1980, dans un contexte d'envolée des prix du pétrole à la suite du second choc pétrolier, mais aussi dans la lignée de certaines municipalités d'Île-de-France qui avaient depuis une dizaine d'années fait le choix de la géothermie (la première centrale étant celle de Melun, ouverte en 1969). Les travaux de forage commencent en 1983 et l'ensemble des bâtiments visés sont tous raccordés en 1985.
De septembre 2017 à mars 2018, des travaux de modernisation de la centrale sont entrepris avec le forage sub-horizontal de deux nouveaux puits de 1 600 m de profondeur – en remplacement des quatre puits historiques –, possédant la particularité de mettre en œuvre un angle de près de 90° (permettant ainsi un meilleur débit d'eau chaude et donc de rendement de production de chaleur), pour atteindre les couches productrices du Dogger à 65°C ,.

## Réseau et fonctionnement
Outre les quartiers résidentiels avoisinant la centrale (la Cité-Jardins à l'ouest, le quartier La Plaine à l'est), la piscine et le campus universitaire (l'ENS de Cachan, l'Institut universitaire de technologie de Cachan et le Crous local) bénéficient également de la géothermie. Le réseau de chauffage compte ainsi plus de neuf kilomètres de canalisations.
La ville de Cachan est propriétaire des équipements et confie la production, l'exploitation et la distribution à la Société cachanaise de chaleur (Socachal), société anonyme d'économie mixte où la municipalité est majoritaire. En 2002, le quartier Desmoulins est raccordé au réseau qui est cette fois-ci confié à la société Dalkia.
Selon la ville de Cachan et EDF, la centrale de géothermie d'une puissance totale de 13,5 MW assure les besoins 7 200 équivalent-logements et éviterait le rejet d'environ 12 000 tonnes de CO2 dans l'atmosphère chaque année.

### Sources
- « La Géothermie en Île-de-France », ADEME, Direction régionale Île-de-France